# Divella
A Divella S.p.A é uma empresa italiana que fabrica massa de sêmola de trigo duro. Foi fundada em 1890 por Francesco Divella, aquando da construção do primeiro moinho para moer trigo em Rutigliano, um pequeno município agrícola no centro das vastas planícies da Puglia que durante séculos se dedicou ao cultivo de trigo duro.